# Ménil-Annelles
Ménil-Annelles ist eine französische Gemeinde mit 102 Einwohnern (Stand: 1. Januar 2022) im Département Ardennes in der Region Grand Est. Sie gehört zum Arrondissement Rethel und zum Kanton Château-Porcien. 
Nachbargemeinden sind Seuil im Norden, Saulces-Champenoises im Osten, Pauvres im Südosten, Ville-sur-Retourne im Süden und Annelles im Westen.

## Bevölkerungsentwicklung
| Jahr                       | 1962 | 1968 | 1975 | 1982 | 1990 | 1999 | 2006 | 2012 | 2018 |
| -------------------------- | ---- | ---- | ---- | ---- | ---- | ---- | ---- | ---- | ---- |
| Einwohner                  | 133  | 161  | 135  | 120  | 113  | 119  | 99   | 102  | 111  |
| Quellen: Cassini und INSEE |      |      |      |      |      |      |      |      |      |

## Sehenswürdigkeiten

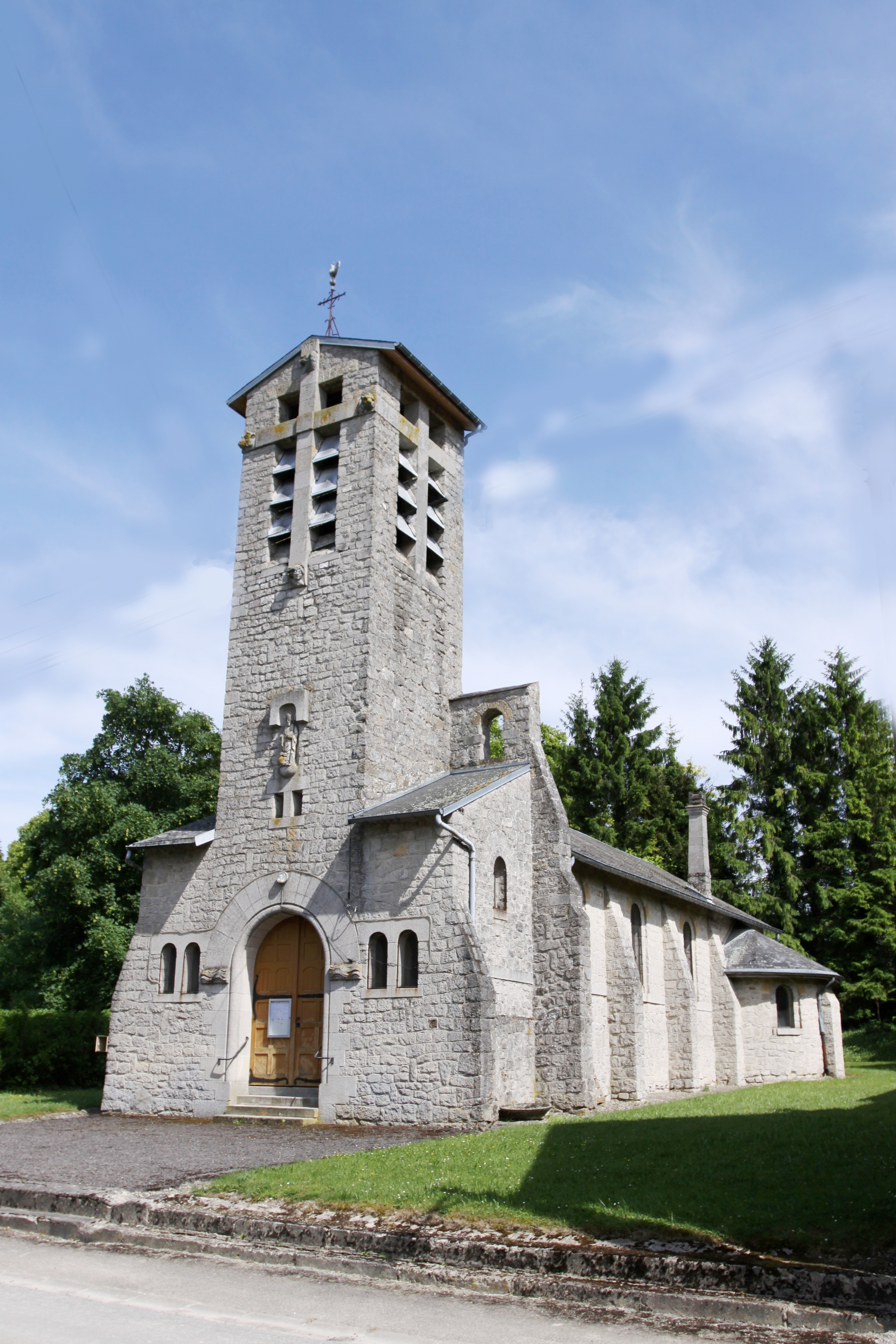
Kirche Saint-Nicolas

- Kirche Saint-Nicolas